# Europaspiele 2015/Teilnehmer (Liechtenstein)
| Gelbes Symbol für Goldmedaillen mit stilisierten Olympischen Ringen | Graues Symbol für Silbermedaillen mit stilisierten Olympischen Ringen | Braundes Symbol für Bronzemedaillen mit stilisierten Olympischen Ringen |
| ------------------------------------------------------------------- | --------------------------------------------------------------------- | ----------------------------------------------------------------------- |
| —                                                                   | —                                                                     | —                                                                       |

Liechtenstein nahm in Baku an den Europaspielen 2015 teil. Vom Liechtenstein Olympic Committee wurden sechs Athleten in drei Sportarten nominiert. Fahnenträger war Bogenschütze Marvin Grischke.

## Bogenschießen
| Athleten        | Wettbewerb | Platzierungsrunde | Platzierungsrunde | 1. Runde (64er)  | 1. Runde (64er) | 2. Runde (32er) | 2. Runde (32er) | Achtelfinale | Achtelfinale | Viertelfinale | Viertelfinale | Halbfinale | Halbfinale | Finale | Finale   | Rang  |
| Athleten        | Wettbewerb | Ringe             | Rang              | Gegner           | Ergebnis        | Gegner          | Ergebnis        | Gegner       | Ergebnis     | Gegner        | Ergebnis      | Gegner     | Ergebnis   | Gegner | Ergebnis | Rang  |
| --------------- | ---------- | ----------------- | ----------------- | ---------------- | --------------- | --------------- | --------------- | ------------ | ------------ | ------------- | ------------- | ---------- | ---------- | ------ | -------- | ----- |
| Männer          |            |                   |                   |                  |                 |                 |                 |              |              |               |               |            |            |        |          |       |
| Marvin Grischke | Einzel     | 630               | 60                | Florian Kahllund | 0 : 6           | –               | –               | –            | –            | –             | –             | –          | –          | –      | –        | 33–64 |

## Judo
| Athleten          | Wettbewerb        | 1. Runde       | 1. Runde | 2. Runde | 2. Runde | Achtelfinale | Achtelfinale | Viertelfinale | Viertelfinale | Hoffnungsrunde Halbfinale | Hoffnungsrunde Halbfinale | Halbfinale | Halbfinale | Hoffnungsrunde Finale | Hoffnungsrunde Finale | Finale / Kampf um Bronze | Finale / Kampf um Bronze | Rang |
| Athleten          | Wettbewerb        | Gegner         | Ergebnis | Gegner   | Ergebnis | Gegner       | Ergebnis     | Gegner        | Ergebnis      | Gegner                    | Ergebnis                  | Gegner     | Ergebnis   | Gegner                | Ergebnis              | Gegner                   | Ergebnis                 | Rang |
| ----------------- | ----------------- | -------------- | -------- | -------- | -------- | ------------ | ------------ | ------------- | ------------- | ------------------------- | ------------------------- | ---------- | ---------- | --------------------- | --------------------- | ------------------------ | ------------------------ | ---- |
| Frauen            |                   |                |          |          |          |              |              |               |               |                           |                           |            |            |                       |                       |                          |                          |      |
| Judith Biedermann | Klasse bis 52 kg  | Laura Gómez    | 000-100  | –        | –        | –            | –            | –             | –             | –                         | –                         | –          | –          | –                     | –                     | –                        | –                        |      |
| Männer            |                   |                |          |          |          |              |              |               |               |                           |                           |            |            |                       |                       |                          |                          |      |
| David Buechel     | Klasse bis 100 kg | Peter Paltchik | 002-112  | –        | –        | –            | –            | –             | –             | –                         | –                         | –          | –          | –                     | –                     | –                        | –                        |      |

## Leichtathletik
Hier traten die Athleten aus Liechtenstein für die Athletic Association of Small States of Europe an.
| Athleten          | Wettbewerb  | Finale           | Finale           | Finale           |
| Athleten          | Wettbewerb  | Zeit/Weite       | Rang             | Punkte           |
| ----------------- | ----------- | ---------------- | ---------------- | ---------------- |
| Frauen            |             |                  |                  |                  |
| Olivia Bissegger  | 800 m       | 2:30,64 min      | 14               | -                |
| Olivia Bissegger  | 1500 m      | 5:05,26 min      | 14               | 1                |
| Laura Rheinberger | Diskuswurf  | 35,89 m          | 8                | 7                |
| Laura Rheinberger | Speerwurf   | 33,13 m          | 11               | 4                |
| Männer            |             |                  |                  |                  |
| Fabian Haldner    | 200 m       | 23,49 s          | 13               | 2                |
| Fabian Haldner    | 400 m       | 51,71 s          | 13               | 2                |
| Simon Hasler      | Kugelstoßen | nicht angetreten | nicht angetreten | nicht angetreten |

## Wassersport

### Schwimmen
Hier fanden Jugendwettbewerbe statt. Bei den Frauen ist das die U17 (Jahrgang 1999) und bei den Männern die U19 (Jahrgang 1997).
| Athleten   | Wettbewerb    | Vorlauf     | Vorlauf | Halbfinale | Halbfinale | Finale | Finale | Rang |
| Athleten   | Wettbewerb    | Zeit        | Rang    | Zeit       | Rang       | Zeit   | Rang   | Rang |
| ---------- | ------------- | ----------- | ------- | ---------- | ---------- | ------ | ------ | ---- |
| Männer     |               |             |         |            |            |        |        |      |
| Tarik Hoch | 50 m Freistil | 26,12 s     | 59      | -          | -          | -      | -      |      |
| Tarik Hoch | 50 m Rücken   | 29,86 s     | 42      | -          | -          | -      | -      |      |
| Tarik Hoch | 100 m Rücken  | 1:04,56 min | 50      | -          | -          | -      | -      |      |
| Tarik Hoch | 200 m Rücken  | 2:20,24 s   | 39      | -          | -          | -      | -      |      |

### Synchronschwimmen
Hier fanden Jugendwettbewerbe statt. Im Synchronwettbewerb traten U19 (Jahrgang 1997) Schwimmerinnen an.
| Athletinnen                      | Wettbewerb | Qualifikation – Freie Kür | Qualifikation – Freie Kür | Finale – Freie Kür | Finale – Freie Kür | Rang |
| Athletinnen                      | Wettbewerb | Punkte                    | Rang                      | Punkte             | Rang               | Rang |
| -------------------------------- | ---------- | ------------------------- | ------------------------- | ------------------ | ------------------ | ---- |
| Frauen                           |            |                           |                           |                    |                    |      |
| Lara Mechnig                     | Solo       | 148,4515                  | 10                        | 150,3849           | 9                  | 9    |
| Lara Mechnig Marluce Schierscher | Duett      | 142,3228                  | 13                        | –                  | –                  | –    |